# Trinidad (California)
Trinidad es una ciudad ubicada en el condado de Humboldt en el estado estadounidense de California. Según el censo de 2000 tenía una población de 311 habitantes y una densidad poblacional de 172,8 personas por km².

## Geografía
Trinidad se encuentra ubicada en las coordenadas 41°3′33″N 124°8′35″O / 41.05917, -124.14306. Según la Oficina del Censo, la ciudad tiene un área total de 1,8 km² (0.7 sq mi), de la cual 1,3 km² (0.5 sq mi) es tierra y 0,5 km² (0.2 sq mi) es agua.

## Demografía
Los ingresos medios por hogar en la localidad eran de 40.000$, y los ingresos medios por familia eran 50.357 dólares. Los hombres tenían unos ingresos medios de 39.583 $ frente a los 31.167 $ para las mujeres. La renta per cápita para la localidad era de 28.050 dólares. Alrededor del 2,3% de las familias y del 8,8% de la población estaban por debajo del umbral de pobreza.

## Personas célebres
- Michael John Fles - poeta y músico
- Howard B. Keck - hombre de negocios
- Tim McKay - activista medioambiental